# Mancaspis piriformis
Mancaspis piriformis är en insektsart som beskrevs av Ferris 1941. Mancaspis piriformis ingår i släktet Mancaspis och familjen pansarsköldlöss. Inga underarter finns listade i Catalogue of Life.